# José Bensaúde
José Bensaude (Ponta Delgada, 1835 – 1922) foi um importante e culto industrial, administrador e lavrador português de origem judaica. Foi o fundador da Fábrica de Tabaco Micaelense (FTM) uma empresa pioneira no sector da indústria tabaqueira.

## Biografia
Fez os seus estudos em Ponta Delgada, sendo condiscípulo de Antero Tarquínio de Quental, de quem foi sempre amigo dedicado. As circunstâncias económicas não lhe permitiram tirar um curso universitário, nem continuar a dedicar-se às letras, como começara.
De 1861 a 1863, desempenhou o cargo de Secretário da Junta Administrativa do Porto Artificial de Ponta Delgada.
Em 1866, introduziu na Ilha de São Miguel a cultura e manipulação do tabaco, propondo a alguns amigos a fundação duma Sociedade destinada à exploração industrial da planta. Assim nasceu a Fábrica de Tabaco Micaelense, a primeira fundada nos Açores. Para obter bons produtos nas circunstâncias do ambiente, teve de dedicar-se a longas e difíceis experiências, e manifestou os seus dotes de Moralista na solução que deu ao problema de operariado na fábrica.
Ocupou-se, também, durante anos, do comércio de aprestos marítimos para navegação à vela.
De 1872 a 1887, administrou a Sociedade Exportadora Micaelense, cujo principal objecto era colher, acondicionar e exportar laranjas por conta alheia. De 1873 a 1912 ocupou-se, também, da Sociedade de Cultura de Ananases. Contribuiu para o desenvolvimento da cultura do chá e da indústria da espadana.
José Bensaude, fundador da Fábrica de Tabaco Micaelense, nos primeiros anos do século XX já era respeitado por conjugar os interesses empresariais com preocupações de cariz social e cultural. Com Vasco Bensaude, contribuiu sobremaneira para o desenvolvimento do do Grupo Bensaude, mantiveram-se as mesmas preocupações, bem como com o seu filho Filipe Bensaude. É na continuidade dessa tradição já secular que o Grupo Bensaude procura apoiar as mais diversas iniciativas, de natureza institucional, colectiva ou individual, com a preocupação de viabilizar projectos relevantes nos domínios mais diversos, nomeadamente no âmbito cultural e científico.

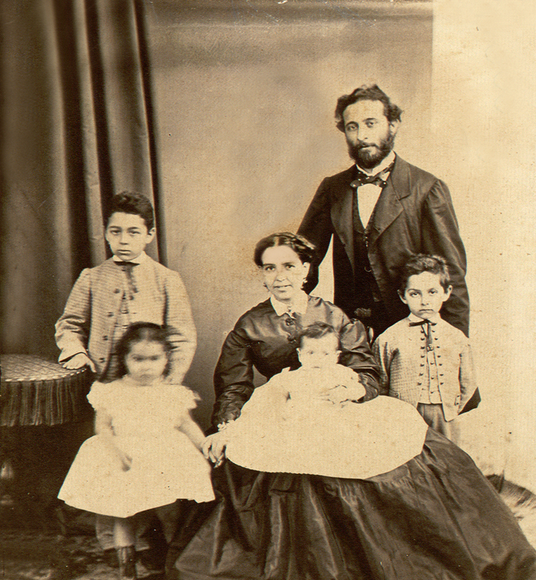
Retrato de família (1866): Alfredo, Esther, Raquel, Raul (ao colo), José e Joaquim Bensaude.

Além da actividade empresarial, vários membros da família Bensaude, ao longo dos últimos dois séculos, prestigiaram a ciência e a cultura portuguesas, destacando-se a notoriedade dos filhos que José Bensaude deixou, Alfredo, Joaquim, Ester e Raul. Alfredo Bensaude tem hoje o seu busto na entrada do Instituto Superior Técnico, do qual foi fundador e Director, distinguindo-se como Mineralogista. Joaquim Bensaúde formou-se em Hannover em Engenharia Civil e foi vice-director da Queen's Dock, em Londres; dirigiu a construção das docas de Sète, em França; foi um dos engenheiros que construiu o porto de Lisboa. Foi ainda um notável investigador da ciência náutica, tendo-se notabilizado como Historiador dos Descobrimentos Portugueses. Raúl/Raoul Bensaude doutorou-se em Medicina, sendo um notável especialista mundial em doenças do aparelho digestivo. Matilde Bensaúde, neta de José Bensaude, doutorada em Agronomia pela Sorbonne, foi a primeira agrónoma portuguesa. Joaquim Bensaúde, neto de José Bensaude, foi também um importante empresário e filantropo.